# Organyà
Organyà este o comună în Spania în comunitatea Catalonia din provincia Lleida. În 2009 avea o populație de 958 locuitori.